# Die Familie (1987)
Die Familie (Originaltitel: La famiglia) ist ein preisgekröntes italienisch-französisches Filmdrama von Ettore Scola aus dem Jahr 1987.

## Handlung
Aus der Sicht des pensionierten Professors Carlo wird die Geschichte einer gutbürgerlichen italienischen Großfamilie aus 80 bewegten Jahren erzählt: Sie beginnt mit der Taufe Carlos im Jahr 1906, als seine Familie für ein gemeinsames Porträt für den Fotografen posiert. Tanten, Onkel, Cousinen und Geschwister – sie alle leben in einer großen Wohnung in Rom. Noch lässt sich die Belle Époque genießen. Dann jedoch zieht der Erste Weltkrieg auf und die Zeiten verändern sich. Der Großvater, der Patriarch der Familie, stirbt und Carlo und sein Bruder Giulio geraten regelmäßig in Streit.
Mit Anfang 20 ist Carlo bereits Professor für Literatur, wie es schon sein Großvater war. Er verliebt sich in die Pianistin Adriana, macht aber letztlich deren Schwester Beatrice zu seiner Frau – eine Entscheidung, die er jahrelang bereut. Zwar wird die warmherzige Beatrice ihm eine gute Ehefrau und liebevolle Mutter seiner Kinder, doch sehnt er sich innerlich stets nach Adriana, die sich aus Rücksicht auf ihre Schwester ebenso wenig auf eine Affäre einlassen will wie er.
Während die Jahre vorüberziehen, durchleben die einzelnen Familienmitglieder den Zweiten Weltkrieg, die schwere Nachkriegszeit, den wirtschaftlichen Aufschwung; erfahren Liebe, Freundschaft und Enttäuschungen; erwarten Kinder und trauern um die Verstorbenen. Und immer ist es die Wohnung von Carlo, wo sie sich treffen und beisammen sind. Nach dem Tod von Beatrice wird Carlo klar, dass er die richtige Frau geheiratet hatte. Mit Adriana wäre er nicht glücklich geworden, denn sie hätten sich immer nur gestritten, auch wenn sie sich sehr liebten. Zu seinem 80. Geburtstag im Jahr 1986 versammelt sich noch einmal die gesamte Familie, um Carlos Jubiläum zu feiern. Seine Kinder, seine Enkel, sein Bruder Giulio und auch Adriana sind gekommen und posieren mit Carlo in ihrer Mitte für ein neues Foto für das Familienalbum.

## Hintergrund
Ettore Scolas Familiensaga, die sich über acht Jahrzehnte einzig und allein in der Wohnung des Familienoberhaupts abspielt, feierte am 22. Januar 1987 in Italien seine Premiere, wo der Film in der Folge zahlreiche Preise gewann. In Deutschland kam Die Familie am 3. September 1987 in die Kinos.

## Kritiken
Für das Lexikon des internationalen Films verkörperte das im Film gezeigte „private Milieu […] den Hintergrund einer hervorragend gespielten und inszenierten Welt, in der Zeitgeschichte im Spiegel von unspektakulären Ereignissen erkennbar wird“. Der Film könne sympathische Charaktere, eine für verschiedene Perspektiven offene Geschichte und einen „präzise[n] formale[n] Aufbau“ vorweisen. Mithilfe dieser Komponenten sei „eine melancholische Liebeserklärung an eine typisch italienische Form der Großfamilie“ entstanden.
Cinema sah in dem Film ein „[g]roßes Gemälde einer Epoche“, das „witzig und klug“ sei. Prisma bezeichnete Scolas Film als „hervorragend gespielte und inszenierte Chronik einer römischen Familie“. Diese zeige mit der Wohnung als Dreh- und Angelpunkt des Films „[i]n atmosphärischer Dichte […] ein unspektakuläres, aber trotzdem fesselndes Zeitkolorit dieses Jahrhunderts, wobei sich Geburt und Tod, Glück und Schmerz im Wandel der Gesellschaft ständig abwechseln“.

## Auszeichnungen
Nastro d’Argento
- Beste Regie (Ettore Scola)

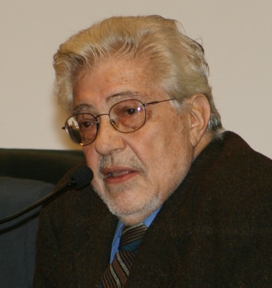
Mehrfach für seinen Film ausgezeichnet: Ettore Scola

- Beste ausländische Darstellerin (Fanny Ardant)
- Beste Nebendarstellerin (Ottavia Piccolo)
- Bester Produzent (Franco Committeri)
- Bestes Drehbuch (Ruggero Maccari, Furio Scarpelli, Ettore Scola)
- Beste Filmmusik (Armando Trovajoli)

David di Donatello
- Bester Film
- Beste Regie (Ettore Scola)
- Bester Hauptdarsteller (Vittorio Gassman)
- Bestes Drehbuch (Ruggero Maccari, Furio Scarpelli, Ettore Scola)
- Bester Schnitt (Francesco Malvestito)

Weitere
- Nominierung für den Oscar in der Kategorie Bester fremdsprachiger Film
- Nominierung für die Goldene Palme bei den Internationalen Filmfestspielen von Cannes
- Prädikat „besonders wertvoll“ der Deutschen Film- und Medienbewertung (FBW)[4]

## Deutsche Fassung
Die deutsche Synchronfassung entstand bei der Interopa Film in Berlin unter der Dialogregie von Florian Hopf.
| Rolle                       | Darsteller         | Synchronsprecher         |
| --------------------------- | ------------------ | ------------------------ |
| Carlo als Kind              | Emanuele Lamaro    | Gerrit Schmidt-Foß       |
| Carlo als junger Mann       | Andrea Occhipinti  | Ortwin Speer             |
| Carlo                       | Vittorio Gassman   | Erik Schumann            |
| Beatrice als Kind           | Cecilia Dazzi      | Ulrike Möckel            |
| Beatrice                    | Stefania Sandrelli | Rita Engelmann           |
| Adriana als junge Frau      | Jo Champa          | Katja Nottke             |
| Adriana                     | Fanny Ardant       | Viktoria Brams           |
| Giulio als junger Mann      | Alberto Gimignani  | Joachim Tennstedt        |
| Giulio als erwachsener Mann | Massimo Dapporto   | Manfred Lehmann          |
| Giulio als alter Mann       | Carlo Dapporto     | Eric Vaessen             |
| Adelina                     | Ottavia Piccolo    | Ingeborg Wellmann        |
| Tante Margherita            | Athina Cenci       | Kerstin Sanders-Dornseif |
| Tante Luise                 | Alessandra Panelli | Anita Kupsch             |
| Tante Ornella               | Monica Scattini    | Edeltraut Elsner         |
| Paolino als junger Mann     | Fabrizio Cerusico  | Frank Schaff             |
| Jean Luc                    | Philippe Noiret    | Lambert Hamel            |
| Carletto                    | Sergio Castellitto | Hans-Jürgen Dittberner   |
| Marika                      | Dagmar Lassander   | Dorit Klutmann           |